# Çavuşoğlu, Giresun
Çavuşoğlu là một xã thuộc huyện Giresun, tỉnh Giresun, Thổ Nhĩ Kỳ. Dân số thời điểm năm 2011 là 334 người.